# Katrandjii, Gabrovo
Katrandjii (în bulgară Катранджии) este un sat în comuna Dreanovo, regiunea Gabrovo,  Bulgaria. 

## Demografie
Componența etnică a satului Katrandjii
     Bulgari (100%)
     Nicio identificare (0%)
     Altele (0%)
La recensământul din 2011, populația satului Katrandjii era de 39 locuitori. Din punct de vedere etnic, toți locuitorii erau bulgari.